# میتوژن
میتوژن یک ماده شیمیایی (معمولاً پروتئین) است که سلول را برای شروع تقسیم سلولی (میتوز) تحریک می‌کند. میتوژنز (القا میتوز) به طور معمول توسط میتوژن‌ها صورت می‌پذیرد. مکانیسم عملکرد میتوژن به این صورت است که باعث ایجاد سیگنال مسیرهای مربوط به پروتئین کیناز فعال‌شده با میتوژن (MAPK) می‌شود که در نهایت به میتوز ختم می‌شود.

## ارتباط با سرطان
میتوژن‌ها به دلیل تأثیر آنها بر چرخه سلولی در تحقیقات سرطان حائز اهمیت هستند. سرطان را می‌توان با کمبود یا عدم کنترل چرخه سلولی تعریف کرد. میتوژن‌ها می‌توانند با تحریک به تقسیم سلول درجایی که نباید تقسیم صورت بگیرد، باعث این اتفاق شوند. در سلولهای عادی، شرایطی از این قبیل توسط سازوکارهای طراحی شده برای جلوگیری از رشد کنترل نشده سلولها، اصلاح می‌شود و در صورت عدم توانایی سلول در ترمیم آسیب، می‌تواند منجر به آپوپتوز شود.
در سلولهای سرطانی توانایی سلول در کنترل رشد خود، توسط برخی سازوکارها، مختل شده و مکانیسم‌های خارجی طراحی شده برای از بین بردن سلول‌های غیرطبیعی نیز عملکردی ندارند. یک سیستم مهم در ایجاد سرطانها، سیستم پروتئین کیناز فعال‌شده با میتوژن یا MAPK است. این پروتئین‌ها دارای عملکردهایی هستند که به میتوژن‌ها مربوط نمی‌شوند، اما میتوژن‌ها توسط آنها ساخته می‌شوند و چرخه سلولی را کنترل می‌کنند. پروتئین‌های MAPK قادر به کنترل چرخه سلولی هستند و سلول‌ها را تحریک به تقسیم یا از رشد آن‌ها جلوگیری می‌کنند. مسیر MAPK توسط بسیاری از لیگاندها از جمله هورمون‌ها و فاکتورهای رشد قابل تحریک است. برخی از انواع سرطان پستان فعالیت MAPK بسیار بالایی دارند که حتی در تومورهای خوش‌خیم پستان نیز یافت نمی‌شود. بیان بیش از حد MAPK در این سلولها به تکثیر آن‌ها کمک می‌کند. این سرطان‌ها به عنوان سرطان‌های پستان وابسته به هورمون شناخته می‌شوند، زیرا فعال شدن MAPK در این سرطانها در معرض استرادیول قرار دارد.

## استفاده در ایمنی‌شناسی
لنفوسیت‌ها می‌توانند در صورت فعال شدن توسط میتوژن‌ها یا آنتی‌ژن‌ها وارد میتوز شوند. سلول‌های B می‌توانند هنگام مواجهه با آنتی‌ژن مطابق با ایمونوگلوبولین‌هایشان تقسیم شوند. میتوز سلول‌های T در صورت تحریک توسط میتوژن‌ها برای تولید لنفوسیت‌های کوچک که در آن زمان مسئول تولید لنفوکین‌ها هستند، صورت می‌پذیرد. از طرف دیگر سلول‌های B هنگام تحریک توسط میتوژن‌ها، به پلاسماسل‌ها تقسیم می‌شوند که ایمونوگلوبولین یا پادتن تولید می‌کنند. میتوژن‌ها اغلب برای تحریک لنفوسیت‌ها مورد استفاده قرار می‌گیرند و از این طریق عملکرد سیستم ایمنی را ارزیابی می‌کنند. متداول‌ترین میتوژن ها در پزشکی آزمایشگاهی بالینی عبارتند از:
| نام                   | فعالیت روی سلول‌های T | فعالیت روی سلول‌های B |
| فیتوهماگلوتینین (PHA) | بله                  | خیر                  |
| کانکاوالین آ (conA)   | بله                  | خیر                  |
| لیپوپلی‌ساکارید (LPS)  | خیر                  | بله                  |
| میتوژن پک‌وید (PWM)    | خیر                  | بله                  |

سم لیپوپلی‌ساکارید از باکتری‌های گرم منفی مستقل از تیموس است. آن‌ها ممکن است به طور مستقیم سلول‌های B را بدون توجه به آنتی‌ژن اختصاصی آن‌ها فعال کنند. پلاسماسل‌ها تمایزیافته هستند و بنابراین نمی‌توانند دچار میتوز شوند ولی سلول‌های خاطره B می‌توانند تقسیم شوند و سلول‌های حافظه‌ی بیشتری و پلاسماسل تولید کنند. میتوژن‌ها به همین ترتیب کار می‌کند، یعنی میتوز را در سلول‌های خاطره B القا می‌کنند؛ البته بعضی از سلول‌های حاصل به پلاسماسل تبدیل می‌شوند.

## سایر استفاده‌ها
مسیرهای فعالیت پروتئین کیناز فعال‌شده با میتوژن (MAPK) می‌توانند شامل آنزیم هایی مانند آنزیم COX-2 شود. MAPK همچنین ممکن است در تنظیم PTGS2 نیز نقش داشته باشد.